# Lichnov (district de Bruntál)
Pour les articles homonymes, voir Lichnov.
Lichnov (en allemand : Lichten) est une commune du district de Bruntál, dans la région de Moravie-Silésie, en République tchèque. Sa population s'élevait à 1 027 habitants en 2021.

## Géographie
Lichnov se trouve à 5 km au nord-nord-est de Horní Benešov, à 12 km à l'est-nord-est de Bruntál, à 51 km au nord-ouest d'Ostrava et à 229 km à l’est de Prague.
La commune est limitée par Brantice au nord, par Býkov-Láryšov et Brumovice à l'est, par Sosnová au sud-est, par Horní Benešov au sud, par Razová au sud-ouest, et par Milotice nad Opavou au sud-ouest, et par Zátor au nord-ouest.

## Histoire
La première mention écrite de la localité date de 1289.

## Galerie

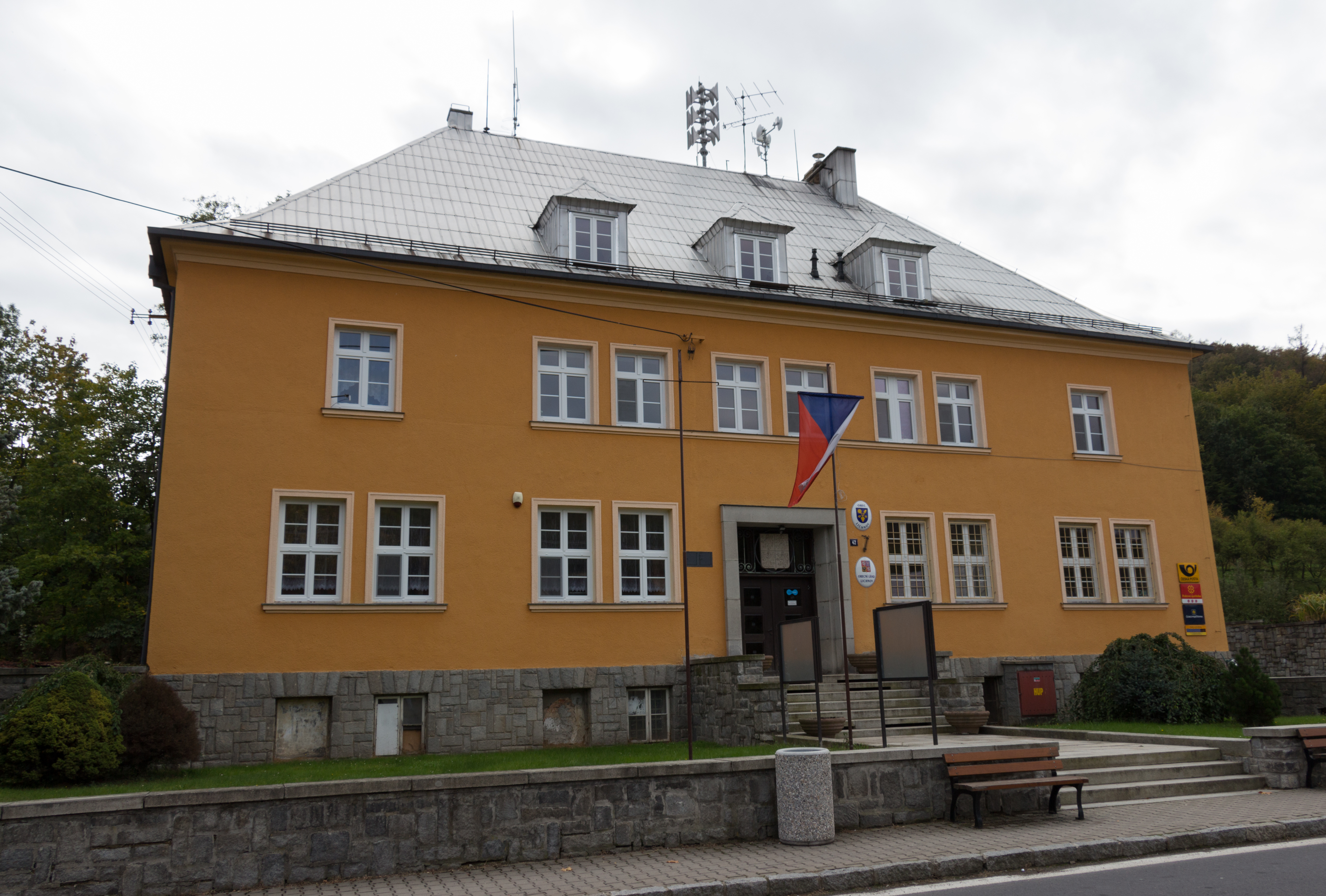
Lichnov : mairie.
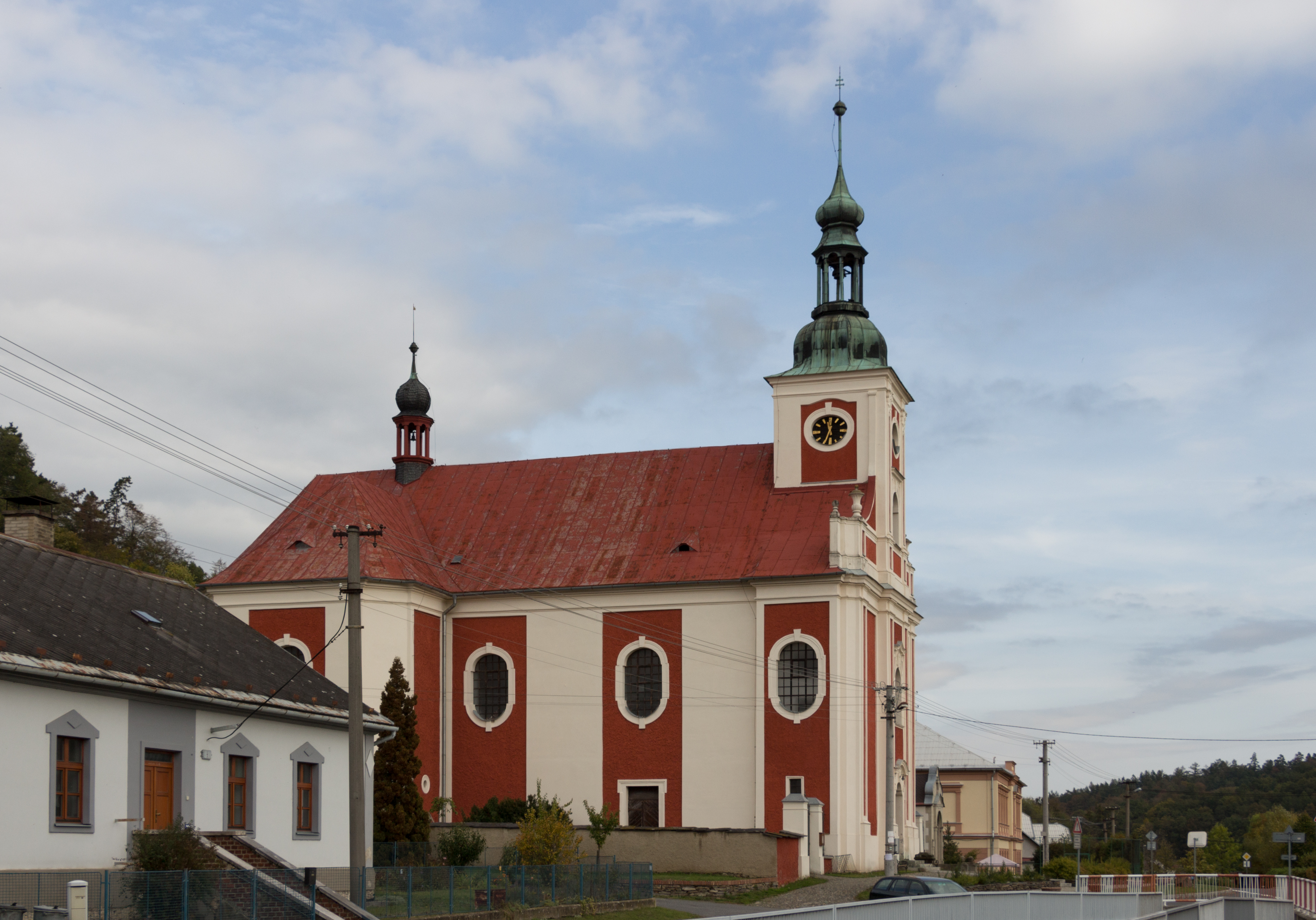
Église Saint-Nicolas.

## Administration
La commune se compose de deux quartiers :
- Lichnov
- Dubnice

## Transports
Par la route, Lichnov se trouve à 11 km de Krnov, à 18 km de Bruntál, à 65 km d'Ostrava et à 304 km de Prague.